# 旭廓

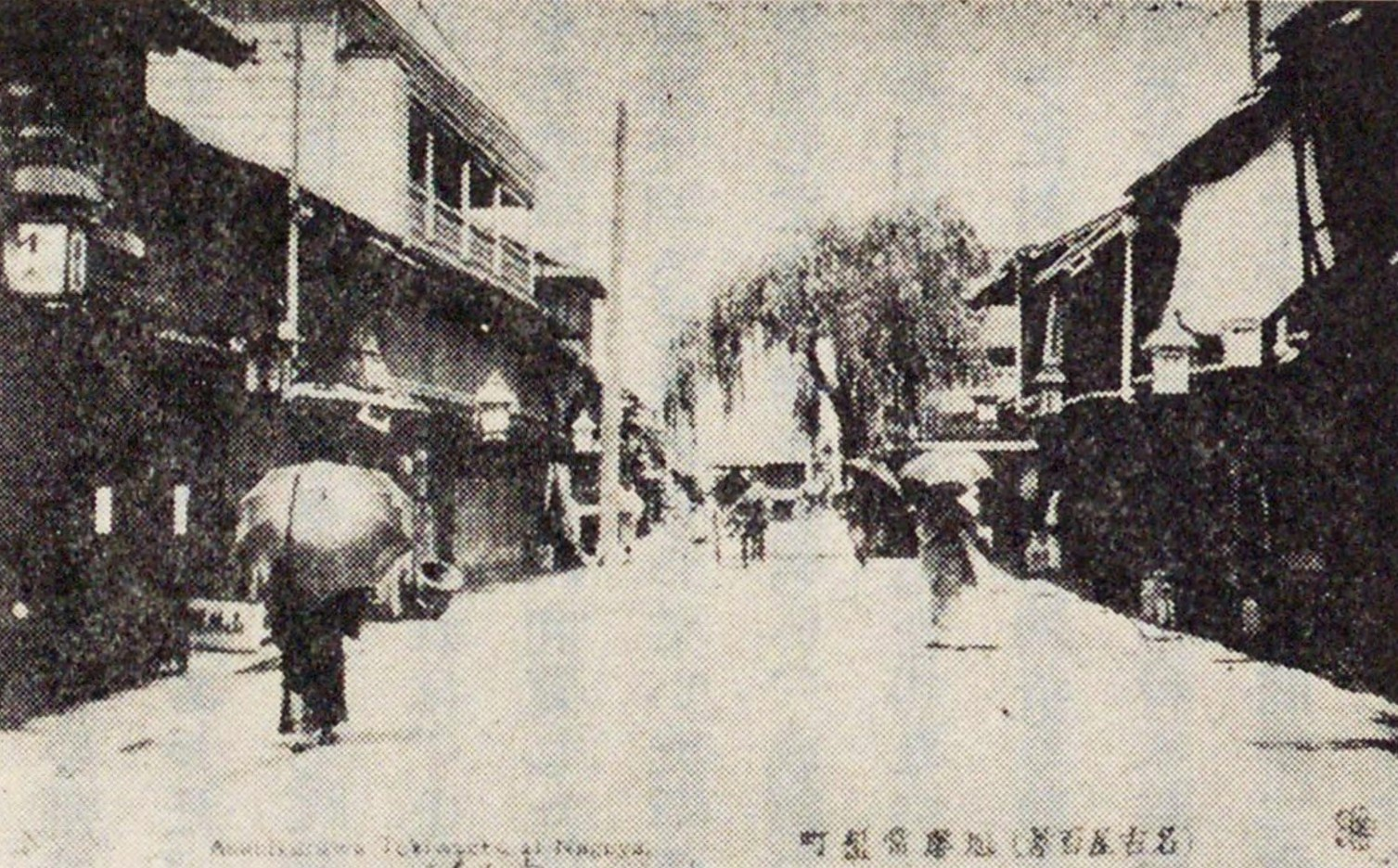
常盤町

旭廓（あさひくるわ、しんち）は、かつて愛知県名古屋市中区大須にあった遊廓。1877年（明治10年）に設置され、1923年（大正12年）には移転して中村遊廓となった。名称は名古屋市中区日出町に因んでいる。

## 歴史

### 名古屋の遊廓の歴史
慶長年間に徳川家康が名古屋城を築城した際、本町通の蒲焼町筋に暫定的に飛田屋町廓（飛田町廓）が設置された。その後、尾張藩初代藩主の徳川義直は遊女を厳禁とし、公認の廓がなくなった。
7代藩主の徳川宗春の折、享保16年（1731年）9月には葛町西の山王橋北側一帯に西小路廓、享保17年（1732年）3月には飴屋町東の下前津町周辺に富士見廓、同年9月には橘町西の闇の森周辺に葛町廓と、3の遊廓が設置された。これらの廓のほかに、東掛所付近、栄国寺の門前、西水主町、東輪寺の門前、門前町、橘町、天王崎、鎌倉長屋、六句町の甚兵衛長屋、伝馬町の山口屋、幅下の虎薬師横丁、新道の薮下長屋などには私娼がいたとされる。
なお、宗春は芝居も公認し、神社の祭りも奨励している。宗春が徳川吉宗によって隠居を命じられて失脚すると、元文4年（1739年）頃にはもう遊廓が廃止された。

### 北野新地

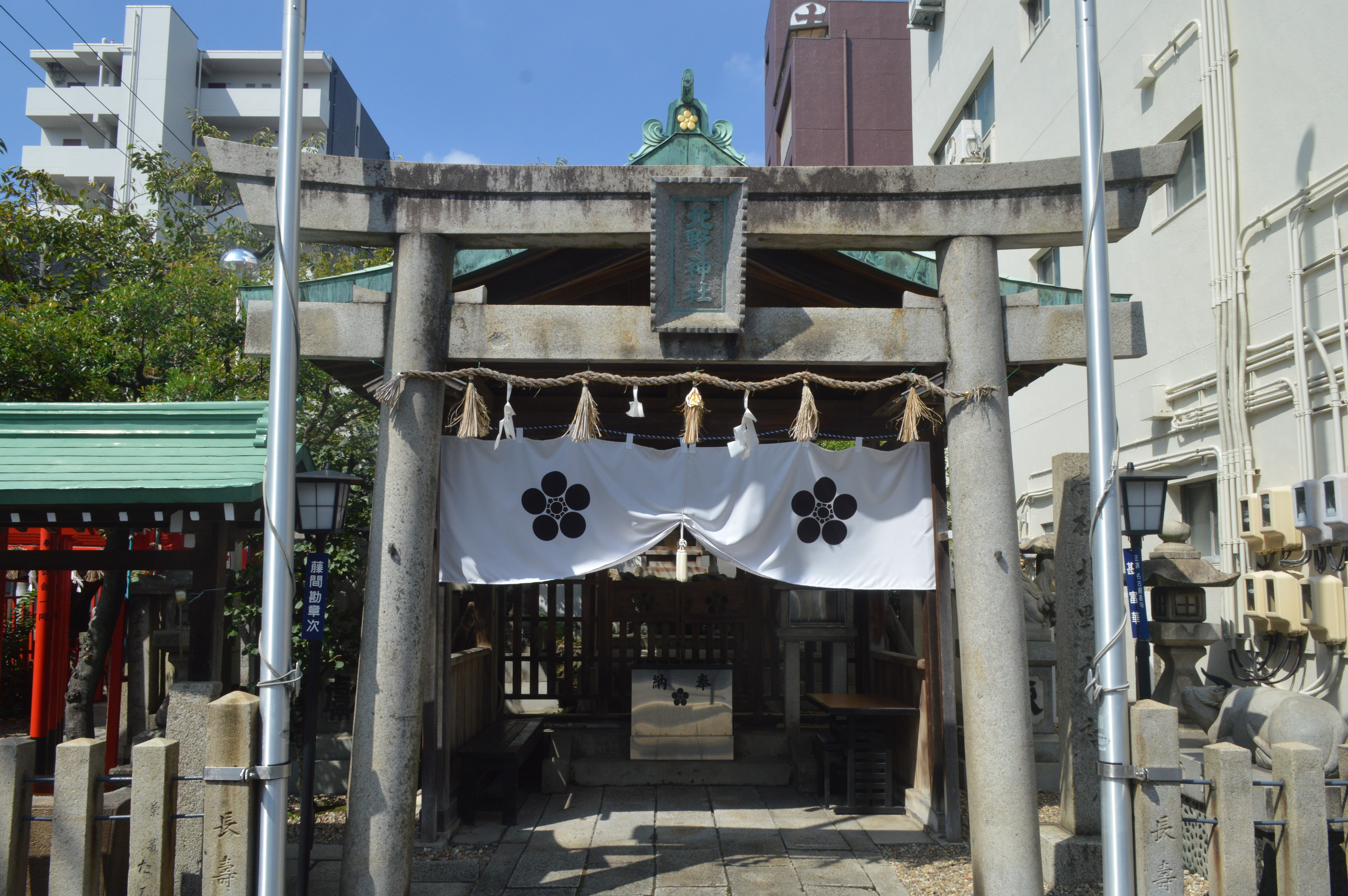
北野神社

幕末の安政5年（1858年）、宿屋の笹屋惣兵衛が大須観音に近い北野天満宮（現・北野神社）近くで女郎屋を営み、これに伴って4軒による北野新地が形成された。
1873年（明治6年）12月には娼妓渡世規制及び貸座敷渡世規制（近代公娼制）が発布され、人身売買が禁じられたものの、売春は容認された。1874年（明治7年）10月には県令によって名古屋市中区日出町（北野新地）が遊女の区画と定められ、40数軒の公娼街が形成された。

### 旭廓の設立

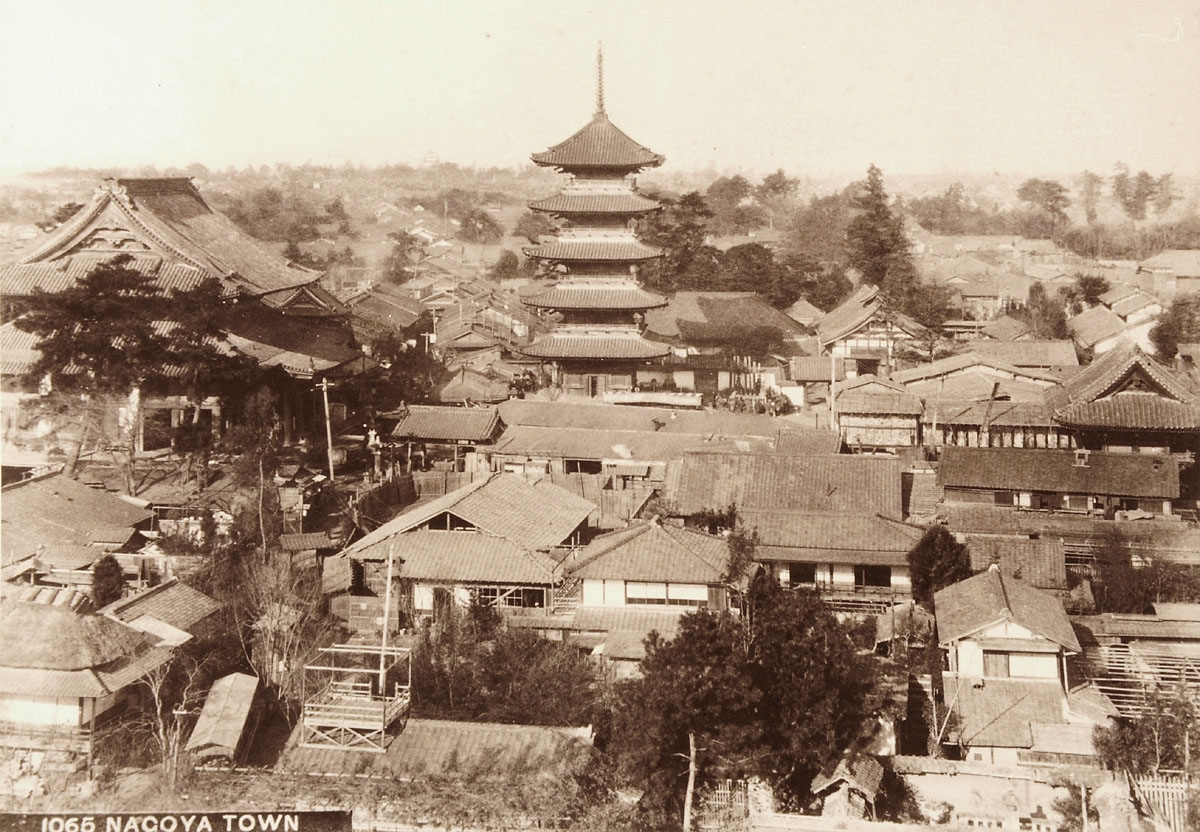
明治時代の大須観音

1876年（明治9年）1月には遊廓設置の許可が下り、1877年（明治10年）春には新たに旭廓が設置されたことで、北野新地は自然消滅している。旭廓にはすぐに席貸茶屋105軒、芸妓113名、娼妓318人を数えたとされる。
1882年（明治15年）には愛知県会で娼妓並びに貸席営業廃止に関する建議が可決されたが、1885年（明治18年）に再度提出された建議は否決されている。
1889年（明治22年）には市制施行によって名古屋市が発足した。1891年（明治24年）10月28日には濃尾地震が起こり、大須でも旭廓をはじめとして大きな被害を受けた。1892年（明治25年）3月22日、大須観音の南手の宝生座から出火して大須大火が起こり、旭廓の一部も焼失した。なお、火災が起こった夜でさえも旭廓では呼び込み合戦が行われ、近火御見舞と称して馴染みの娼妓の元に登楼する客もいた。
濃尾地震以後には繁栄を極めるようになり、廓や妓楼の諸設備も充実していった。1887年（明治20年）頃から1897年（明治30年）頃にかけて、廓内には寄席の廓座、若松座、朝日座などもあり、娼妓や芸妓を連れた客が詰め掛けた。1889年（明治22年）には娼妓と芸妓が計584人いたが、1905年（明治38年）の全盛期には娼家が173軒、娼妓と芸妓が計1618人となっていた。同年頃には甲子楼の伊藤敏兼が名古屋市会議員選挙でトップ当選したが、中京新報はこれを猛烈に批判し、一方でライバル紙の東海日々新聞は旭廓を擁護した。この問題が契機となり、1906年（明治39年）には小山松寿が中京新報を買収して名古屋新聞を創刊している。
1903年（明治36年）7月9日には枕水楼の自家発電装置から出火し、寿楼や宮田楼などの大店を含む18軒が焼失する旭廓の大火が起こった。1913年（大正2年）1月22日には花園町の金波楼の東隣裏手から出火し、花園町、富岡町、城代町など72軒が焼失した。
1892年（明治25年）頃には移転問題が本格化するようになった。1899年（明治32年）にはユリシーズ・グランド・モルフィ神父が廃娼運動を起こした。1912年（明治45年）7月には愛知県知事によって名古屋市南区稲永新田（現・港区錦町）での営業許可が発令されたが、深野一三愛知県知事、加藤重三郎前名古屋市長、名古屋商工会議所会頭が絡む稲永疑獄が起こり、移転は無期限で延期された。

### 中村への移転
1919年（大正8年）4月16日、1922年（大正11年）までに遊廓を愛知郡中村（現・名古屋市中村区、1921年に名古屋市に編入）に移転する県令が発令された。1923年（大正12年）3月末までに大須からの移転が完了し、4月1日には中村遊廓が開業した。

## 範囲

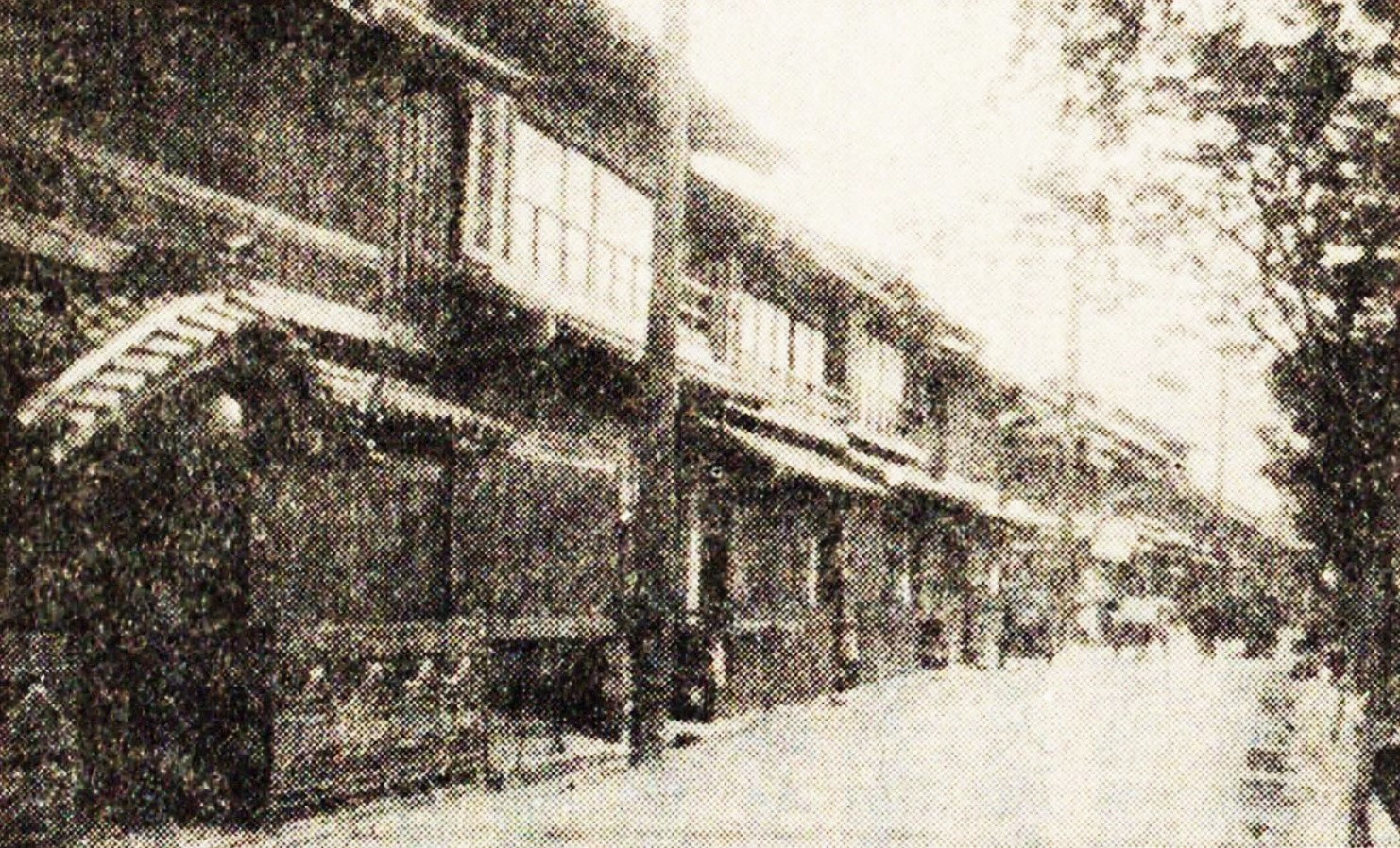
金波楼がある花園町

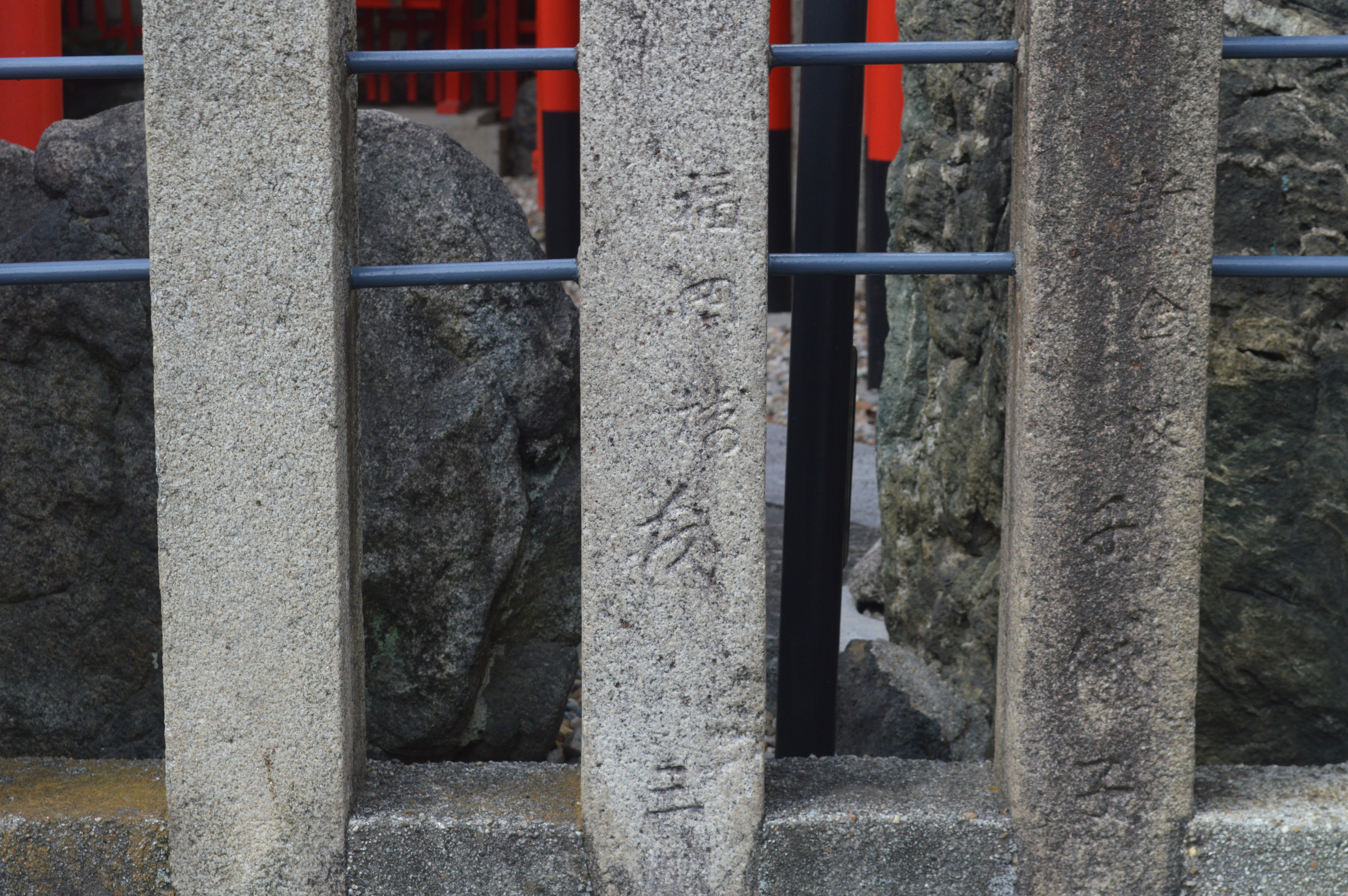
福岡楼や新金波などと刻まれた北野神社の玉垣

旭廓の中には女郎屋（張見世）と芸妓置屋を中心として、揚屋と待合、小料理屋、雑貨や、人力帳場、飲食店などが並んでいた。5層の建物、木造3階建の建物などがあった。
東西の通り
- 東角町
- 音羽町
- 花園町 - 通りの中心に桜が植えられていた。大籬（おおまがき、格式の高い娼家）として金波楼などがあった。
- 若松町 - 大籬として枕水楼などがあった。
- 吾妻町

南北の通り
- 常盤町
  - 上トキワ
  - 中トキワ
  - 下トキワ
- 富岡町
- 城代町